# 私の仕事はなんでしょう
『私の仕事はなんでしょう』は、1953年2月5日から1954年5月30日までにNHKで放送された日本のテレビ初のクイズ番組 。番組の表記については、当時の新聞テレビ欄に『私の仕事は何でしょう』『私の仕事は何?』のように漢字で「何」と書く表記がみられるほか、日本放送協会編『NHK年鑑』1955年版においても番組紹介写真では『クイズ「私の仕事は何でしょう」』とする一方で、本文では「私の仕事はなんでしょう」としており（248ページ）、「何」をかな書きする表記と漢字表記が混在している。
当時テレビ放送の本放送を開始したばかりであったNHKは、夜間の19時30分からの一時間を慰安娯楽放送の時間帯と位置付けていた。このうち木曜日はクイズ番組の曜日と定められており、この枠で放送されたのが、『私の仕事はなんでしょう』である。林髞によれば、番組はアメリカから取り入れたものであり、初期の回ではアメリカから設計者が来て指導を行っていたという。
オリジナル番組はアメリカCBSテレビの”What's My Line?”（1950-1967）である。